# あなたのいばしょ
特定非営利活動法人あなたのいばしょは、東京都千代田区に事務所を置く、自殺対策や孤独・孤立対策を行うNPO法人（特定非営利活動法人）である。日本で初めて24時間365日相談できるチャット窓口を運営している。また、創業1年目から積極的に政策提言を実施し、孤独・孤立対策担当大臣の設置に成功している。

## 概要
2020年3月、慶應義塾大学（SFC）在学中の大空幸星が、自分にとっての先生のように、誰もが問題を抱えた時、頼れる人に確実にアクセスできる仕組みをつくりたい」という思いで、設立した。日本初の24時間365日無料でチャット相談できる窓口であったが、同時期に新型コロナウイルスが猛威を振るったこともあり、家庭内での虐待を匂わせる小学生、うつになってしまった大学生、自殺を考えるシングルマザーなど、年末までの9ヶ月間で約3万人以上の相談が寄せられたという。さらにイギリス政府や赤十字関係者ともやりとりを重ね、それらを元に同年12月3日、加藤勝信内閣官房長官（当時）に日本独自の孤独対策案を提言した。

## 沿革
- 2020年3月:任意団体「NPOあなたのいばしょ」を設立
- 2020年12月:「特定非営利活動法人（NPO法人）」取得

## 事業内容
- チャット相談事業
- データ活用事業
- 孤独予防教育プログラム事業

## 主な受賞歴
- 2022年5月　『Forbes JAPAN』2022年5月号「優れた非営利団体30選」

## 主なメディア掲載
- 情報ライブ ミヤネ屋（読売テレビ）
- 真相報道 バンキシャ!（日本テレビ）
- 世界一受けたい授業（日本テレビ）
- 羽鳥慎一モーニングショー（テレビ朝日）
- 朝まで生テレビ!（テレビ朝日）
- とくダネ!（フジテレビ）
- 日曜報道 THE PRIME（フジテレビ）
- モーニングCROSS（TOKYO MX）
- ひるおび!（TBS）
- news23（TBS）
- 報道特集（TBS）
- TBS NEWS（TBS）
- MBS NEWS（MBS）
- ANN NEWS（テレビ朝日）

## 関連書籍
- 『望まない孤独』扶桑社新書、2022年。ISBN 978-4594090494。